# Saint-Barnabé (Côtes-d’Armor)
Saint-Barnabé (bretonisch: Sant-Barnev) ist eine französische Gemeinde mit 1.219 Einwohnern (Stand: 1. Januar 2022) im Département Côtes-d’Armor in der Region Bretagne.

## Geographie
An der östlichen Gemeindegrenze verläuft der Fluss Lié, im Westen der Larhon.
Umgeben wird Saint-Barnabé von den Gemeinden La Prénessaye im Nordosten, Plémet im Osten, La Chèze im Südosten, Bréhan im Süden, Rohan im Südwesten, Saint-Maudan im Westen sowie Loudéac im Nordwesten und Norden.

## Bevölkerungsentwicklung
| Jahr      | 1962 | 1968 | 1975 | 1982 | 1990 | 1999 | 2008 | 2012 |
| --------- | ---- | ---- | ---- | ---- | ---- | ---- | ---- | ---- |
| Einwohner | 922  | 877  | 948  | 1249 | 1459 | 1341 | 1252 | 1264 |